# Lancha de desembarco de tanques

Un tanque Crusader I desembarca desde TLC-124, 26 de abril de 1942.

Barcaza de desembarco de tanques —conocidas también como LCT, siglas del inglés Landing Craft Tank— es el nombre de una barcaza de desembarco destinada a transportar y desembarcar tanques en cabezas de playa. 
Al ser de fondo plano se denominan barcazas.
Fueron inicialmente desarrollados por la Armada Real Británica y posteriormente por la Armada de los Estados Unidos durante la Segunda Guerra Mundial en una serie de versiones. Inicialmente conocidos como "Tank Landing Craft" (TLC) por los británicos, más tarde adoptaron la nomenclatura de los EE. UU. "Landing Craft, Tank" (LCT). Los Estados Unidos siguieron construyendo LCTs después de la guerra, y los usaron bajo diferentes designaciones en las guerras de Corea y Vietnam.

## Desarrollo
Aunque la Royal Navy había construido y utilizado barcazas de desembarco X Lighter para embarcar y desembarcar caballos y hombres durante la campaña de Gallipoli sin éxito de la Primera Guerra Mundial, la invención del tanque significó que sería necesaria una embarcación de desembarco de tanques. En 1926, la primera barcaza de desembarco a motor (MLC1) fue construida por la Royal Navy. Pesaba 16 toneladas, con un tiro de 1,98 m, y era capaz de navegar a aproximadamente 6 nudos (11 km/h). Más tarde se desarrolló en la barcaza LCM lancha de desembarco mecanizada.
Sin embargo, fue gracias a la insistencia del primer ministro británico, Winston Churchill, que se creó el LCT. A mediados de 1940, exigió una barcaza anfibia capaz de desembarcar al menos tres tanques pesados de 36 toneladas directamente en una playa, capaz de mantenerse en el mar durante al menos una semana, y barata y fácil de construir. El almirante Maund, director del Centro de Entrenamiento y Desarrollo Inter-Servicio (que había desarrollado la Landing Craft Assault), dio el trabajo al arquitecto naval Sir Roland Baker, que en tres días completó los bocetos iniciales de una barcaza de 46 m de largo, con  29 pies de ancho y un calado poco profundo. Los constructores de barcos Fairfields y John Brown acordaron elaborar los detalles para el diseño bajo la dirección de las Obras Experimentales del Almirantazgo en Haslar. Pronto determinaron las pruebas de tanques con modelos las características de la embarcación, indicando que tendrían una velocidad de 10 nudos (19 km/h) en motores de entrega de unos 700 caballos de fuerza. Designado el LCT Mark 1, fueron ordenados 20 en julio de 1940 y otros 10 en octubre de 1940.

## Armamento
El armamento variaba ampliamente entre cada modelo de LCT, con los cañones navales QF de 2 libras británicos siendo reemplazados gradualmente por el disparo más rápido que proporcionaban los Oerlikon 20 mm. Los Bofors 40 mm también fueron ampliamente utilizados, y demostraron que el LCT era un excelente buque de apoyo como artillería naval.

## Pérdidas
Estando en la vanguardia de los desembarcos de asalto, los LCTs sufrieron mayores pérdidas que cualquier embarcación de desembarco de mayor tamaño. La Royal Navy perdió 133 LCTs de todas las versiones producidas, 29 de las cuales eran Mk.5s estadounidenses. La Marina de Estados Unidos perdió 67 Mk.5s y Mk.6s en tormentas, accidentes o combate, con 26 perdidas tan solo en el desembarco de Normandía, y muchos en los vendavales que azotaron la costa francesa después de los desembarcos iniciales. 